# Леандерссон, Ромео
Ромео Аррениус Леандерссон (швед. Romeo Arrhenius Leandersson; род. 23 июля 2008) — шведский футболист, полузащитник «Мьельбю».

## Клубная карьера
Является воспитанником «Мьельбю», где прошёл путь от детской и юношеской команды до основной. В декабре 2024 года подписал с клубом первый контракт. С начала 2025 года стал привлекаться к тренировкам с основным составом. Первую игру за главную команду провёл 23 февраля в матче группового этапа кубка страны с «Ефле». 12 апреля во встрече с «Хеккеном» дебютировал в чемпионате Швеции, заменив в компенсированное ко второму тайму время Йеспера Густавссона.

## Карьера в сборной
В 2023 и 2024 годах проходил сборными с национальными сборными Швеции. В марте 2025 года впервые был вызван в юношескую сборную Швеции до 17 лет на матчи отборочного турнира к чемпионата Европы с Чехией, Швейцарией и Турцией. Дебютировал в её составе 25 марта в игре с Турцией, заменив на 89-й минуте Эмиля Садарангани.

## Клубная статистика
| Выступление      | Выступление      | Выступление      | Лига | Лига | Кубки | Кубки | Конт. кубки | Конт. кубки | Итого | Итого |
| Клуб             | Лига             | Сезон            | Игры | Голы | Игры  | Голы  | Игры        | Голы        | Игры  | Голы  |
| ---------------- | ---------------- | ---------------- | ---- | ---- | ----- | ----- | ----------- | ----------- | ----- | ----- |
| Мьельбю          | Алльсвенскан     | 2025             | 1    | 0    | 1     | 0     | 0           | 0           | 2     | 0     |
| Мьельбю          | Итого            | Итого            | 1    | 0    | 1     | 0     | 0           | 0           | 2     | 0     |
| Всего за карьеру | Всего за карьеру | Всего за карьеру | 1    | 0    | 1     | 0     | 0           | 0           | 2     | 0     |